# James Cecil Parke
James Cecil Parke (26. juli 1881 i Clones, County Monaghan, Irland – 27. februar 1946 i Llandudno, Conwy, Wales) var en irsk rugby-, tennis- og golfspiller.
Parke spillede rugby for både Monkstown FC og Dublin University FC, og mellem 1901 og 1908 spillede han 10 hange for Leinster. I perioden 1903-09 spillede han 20 landskampe for Irland.
Som tennisspiller vandt han Wimbledon-mesterskabet i mixed double i 1914, det australasiatiske mesterskab i både herresingle og herredouble i 1912 og europamesterskabet i herresingle i 1907 og 1913. I 1908 vandt han en sølvmedalje i herredouble ved de olympiske lege i London. Han vandt endvidere otte herresingle-, fire herredouble- og to mixed double-titler ved de irske mesterskaber. Karoly Mazak rangerer James Cecil Parke som nr. 3 i verden i 1912, og i 1913 og 1920 blev han rangeret som nr. 4 i verden af A. Wallis Myers fra The Daily Telegraph. Han opnåede imidlertid sine største resultater i Davis Cup, hvor han bl.a. besejrede Norman Brookes og Rodney Heath i udfordringsrunde-kampen mod Australien den 28. - 30. november 1912, hvor hans hold (Britiske Øer) vandt pokalen. Året efter vandt han også over Maurice McLoughlin og R. Norris Williams i udfordringsrunde-kampen den 25. - 28. juli 1913, selvom hans hold tabte holdkampen til USA.
Parke spillede også golf for Irland i 1906 og var også en god sprinter og cricketspiller. Og han debuterede på sin fødebys skakhold som 9-årig.